# 游戏开发者大会
遊戲開發者大會（英語：Game Developers Conference）是規模最大的游戏开发者年度專業性質會議與展覽，提供遊戲開發者間的技術交流、獲取靈感以及交友聯誼平台。GDC包含展覽、聯誼活動、獎項頒發（諸如独立游戏节、遊戲開發者之選），以及一系列的技術交流、教學，和有業界專家主持涵蓋遊戲編程、設計、音響、後製、美術與商業化和管理主題的圓桌會議。

## 歷史

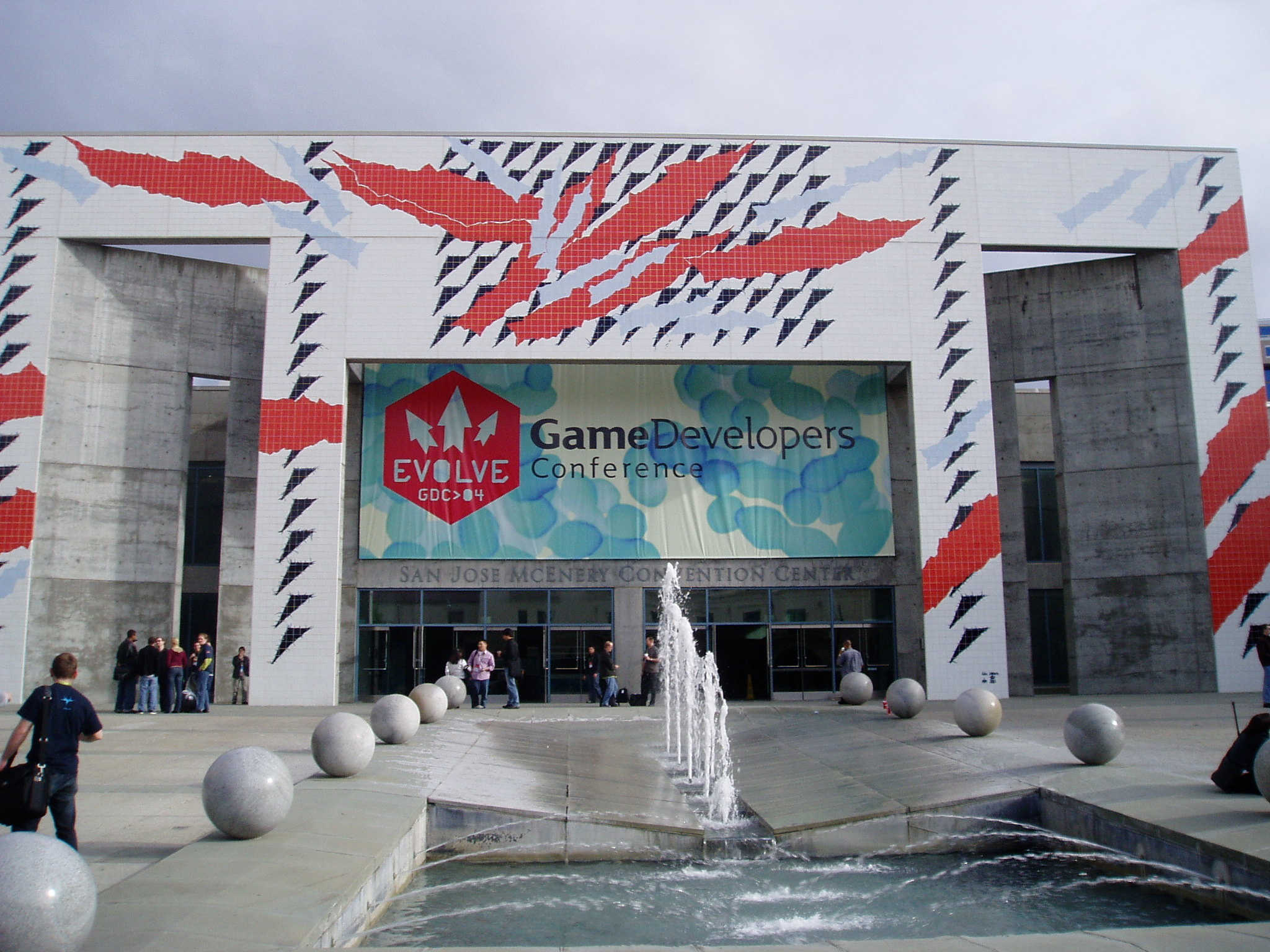
GDC 2004舉辦場地聖荷西展覽中心外觀

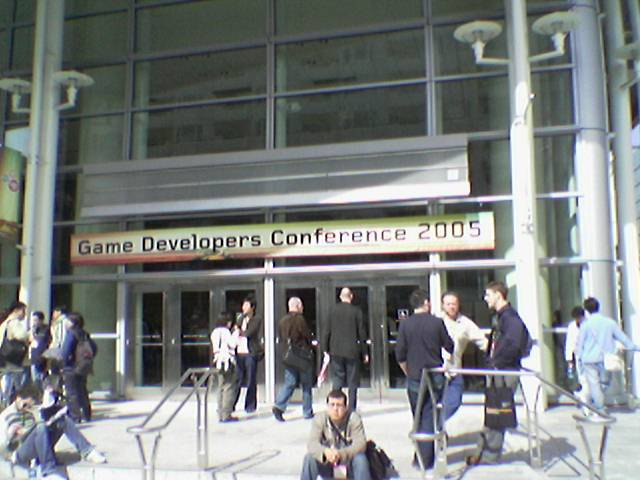
2005年遊戲開發者大會

遊戲開發者大會原稱「電子遊戲開發者大會」（英語：the Computer Game Developers Conference（CGDC）），首次大會於1988年由克里斯·克勞福德（Chris Crawford）主持，並在其聖荷西居家中展開。出席者共27人，包括唐·道格魯（Don Daglow）、布蘭達·勞雷爾（Brenda Laurel）、布萊恩·莫里亞蒂、高登·華爾頓（Gordon Walton）、添·布倫格爾（Tim Brengle）、克利夫·強生（Cliff Johnson）、戴夫·門科尼（Dave Menconi）與卡羅爾·曼利和伊万·曼利（Carol and Ivan Manley）等。第二屆大會於同年移師至米尔皮塔斯的假日酒店舉行，並吸引125名開發者出席。最早期大會負責人包括布蘭達、戴夫、克里斯、杰夫·祖卡蒂文（Jeff Johannigman）、史蒂芬·弗里德曼（Stephen Friedman）和斯蒂芬妮·巴瑞特（Stephanie Barrett），稍後有约翰·鲍尔斯（John Powers）、力奇·罗宾逊（Nicky Robinson）、安妮·韦斯特福尔（Anne Westfall）、苏珊·李罗莉（Susan Lee-Merrow）和欧内斯特·亚当斯（Ernest W. Adams）。往後每次大會參與人數不斷增長、從500多人暴增至約2400人，不得不尋覓更大的場地。2005年，GDC 舉辦場地移師至三藩市市場南區莫斯克尼中心西翼，並錄得超過12,000人次出席。2006年GDC 則返回聖荷西，錄得超過12,500人次入場。2007年，有鑑於參加人數不斷增加，主辦方決定重返莫斯科尼中心、並估計在可見的將來大會應落戶於三藩市，而後於2008年錄得超過18,000人次進場。
「電子遊戲開發者大會」（CGDC）於1999年更名為「遊戲開發者大會」（GDC）。此外，GDC曾在1997年至1999年間舉辦聚光燈獎頒獎禮，自1999年開始獨立遊戲節頒獎，從2001年開始頒發年度遊戲開發者之選遊戲， GDC還同時是國際遊戲開發商協會（IGDA）的年度會議場地。
獨立遊戲節是第一個和最大的獨立遊戲評比，並強調評比不分大小開發商的成果創新，小至個人遊戲工作室、大至開發家用主機遊戲的獨立團隊均可參加。IGF從遊戲業邀請的專業人士擔當評委，選擇出優勝作品。 IGF同時由GDC主辦方UBM TechWeb管理。
游戏开发者选择奖（Game Developers Choice Awards（GDCA））是遊戲業界唯一的開放，基於對頒獎晚會。 IGDA的任何會員可提名遊戲，然後由會員投票決定作品進入決賽。與IGF相同，被提名者必須為獨立開發者。GDCA委員會同時還會決定「終身成就獎」和「開荒牛」（First Penguin）等專業獎項的得獎者並予以頒發，頒獎典禮通常會訂於週三的GDC。GDCA與IGF並不從屬，但他們同由UBM TechWeb統籌管理。
2000年－2012年的GDC大會的存档可從UBM 网站档案库 （页面存档备份，存于）中存取。
2020年，GDC大會因COVID-19疫情取消。

### 游戏开发者大会：中国（GDC China）
有見中國的遊戲市場發展潛力，UBM TechWeb將遊戲開發者大會引進中國，並在上海於2007年舉行首屆游戏开发者大会·中国（GDC China）。往後在中國文化部支持下，游戏开发者大会·中国以每年定期在上海舉行，截止2012年已在中国舉辦共五屆游戏开发者大会。

### 中国独立游戏节（IGF China）
GDC 中國自2009年舉辦首屆中国独立游戏节，每年都會邀請亞太地區獨立遊戲開發者或工作室（專業組）及學生（學生組）投稿參賽，並從中选出八个（專業組）或六个（學生組）入围作品，并从中再评出获奖作品。IGF China主要可分為三大项活动：独立游戏峰会、IGF展示平台、IGF颁奖典禮。
中国独立游戏节獎項包括：
- IGF职业组
  - 最佳游戏
  - 最佳移动游戏
  - 最佳音效
  - 最佳技术
  - 最佳美术
  - 最佳设计
- IGF学生组
  - 最佳学生作品奖
  - 优秀学生作品奖

## 大會重點

### 開發作坊
遊戲開發者大會的首兩天一半時間都集中在技術教學和交流，提供特设游戏设计、游戏制作、程序开发（遊戲物理、繪圖编程）、商务管理四大主題教學。

### 座談峰會
峰會專門探討遊戲產業的某個分類，通常也會在大會首兩天舉行。峰會過去曾討論過手機遊戲、獨立遊戲、人才養成、非娛樂遊戲（Serious games）、社交遊戲和線上遊戲。

### 家用主機生產商主題演講
按照慣例，索尼、微軟以及任天堂的相關部門都會在大會上展示其最新產品或技術。由於 GDC展期臨近 E3（電子娛樂展覽），家用主機生產商在GDC上的主題演講通常被視為是即將上市產品資訊的主要來源之一。但由於GDC 是屬於開發者導向的展覽，故此雖GDC上會發布一些即將上市遊戲的資訊，但會比大眾向的 E3所展示的少。

### 開發者隨想曲
從2005年開始，Rant（暫譯「隨想曲」、意譯「咆哮」）平台已儼然成為遊戲者開發者大會中最受歡迎的節目。由艾瑞克·齐默尔曼（Eric Zimmerman，Gamelab創辦人）和杰森·德拉罗卡（Jason Della Rocca，前國際遊戲開發者協會執行董事）主持，邀請五名遊戲業界當中的知名人士參與，討論他們熱衷的業界話題。根據齐默尔曼的說法，「隨想曲」是一個「直腸直肚地宣洩對於遊戲不滿或不足處、並從中探討改善方法」的平台歷屆「隨想曲」激發許多爭論，討論和業界媒體的大篇幅報導。歷年「隨想曲」會專注於一個特定的遊戲類別，並邀請講者現身說法：
- 2005："Burning Down The House: Game Developers Rant"
- 2006："Burn Baby, Burn: Game Developers Rant"
- 2007："Game Publishers Rant"
- 2008："Pouring Gas on the Flames: Game Designers Rant"
- 2009："Burned by Friendly Fire: Game Critics Rant"
- 2010："Indie Gamemaker Rant!" and "AI Developers Rant!"
- 2011："No Freaking Respect! Social Game Developers Rant Back"
- 2012："Game Educators Rant!"

### 遊戲設計挑戰賽
遊戲設計挑戰賽由艾瑞克·齐默尔曼設立，他指挑戰賽「旨在激發開發者的構思及創意」，挑戰賽並不須真正做出一款遊戲，只需提出詳細設計及概念。

## 近屆場次
| 會議            | 地點         | 日期               |
| --------------- | ------------ | ------------------ |
| 2009            |              |                    |
| GDC 2009        | 美国三藩市   | 3月22日－3月27日   |
| GDC Europe 2009 | 德国科隆     | 8月17日－8月19日   |
| GDC Austin 2009 | 美国奧斯汀   | 9月15日－9月28日   |
| GDC China 2009  | 中国上海     | 10月11日－10月13日 |
| 2010            |              |                    |
| GDC 2010        | 美国三藩市   | 3月9日－3月13日    |
| GDC Canada 2010 | 加拿大溫哥華 | 5月6日－5月7日     |
| GDC Europe 2010 | 德国科隆     | 8月16日－8月18日   |
| GDC Online 2010 | 美国奧斯汀   | 10月5日－10月18日  |
| GDC China 2010  | 中国上海     | 12月5日－12月7日   |
| 2011            |              |                    |
| GDC 2011        | 美国三藩市   | 2月28日－3月4日    |
| GDC Europe 2011 | 德国科隆     | 8月15日－8月17日   |
| GDC Online 2011 | 美国奧斯汀   | 10月10日－10月13日 |
| GDC China 2011  | 中国上海     | 11月12日－11月14日 |
| 2012            |              |                    |
| GDC 2012        | 美国三藩市   | 3月5日－3月9日     |
| GDC Europe 2012 | 德国科隆     | 8月13日－8月15日   |
| GDC Online 2012 | 美国奧斯汀   | 10月9日－10月11日  |
| GDC China 2012  | 中国上海     | 11月17日－11月19日 |
| 2013            |              |                    |
| GDC 2013        | 美国三藩市   | 3月25日－3月29日   |
| GDC Europe 2013 | 德国科隆     | 8月19日－8月21日   |
| GDC China 2013  | 中国上海     | 9月15日－9月17日   |
| ADC 2013        | 美国洛杉磯   | 11月5日－11月7日   |
| GDC Next 2013   | 美国洛杉磯   | 11月5日－11月7日   |

## 外部連結
- 游戏开发者大会官方網站 （页面存档备份，存于）
- 游戏开发者大会·中国官方網站 （页面存档备份，存于）
- UBM TechWeb 官方網站